# Regulamento Internacional para Evitar Abalroamentos no Mar
O Regulamento Internacional para Evitar Abalroamentos no Mar (RIEAM-72 ou simplesmente RIEAM em Portugal e RIPEAM-72 ou simplesmente RIPEAM no Brasil) contém as regras de manobra no mar. Foi concluído numa conferência realizada em Londres, a 20 de Outubro de 1972, pela Organização Marítima Consultiva Intergovernamental, antecessora da Organização Marítima Internacional (OMI).
A OMI já fez aprovar várias emendas ao RIEAM/RIPEAM em 1981, 1987, 1989, 1993 e 2001. As regras de 1972 substituem as regras de 1960 anexas à Ata Final da Conferência Internacional para a Salvaguarda da Vida Humana no Mar.
O regulamento é constituído por cinco partes A-E e quatro anexos I-IV.

## Parte A – Generalidades
Campo de aplicação, Responsabilidade e Definições gerais.

## Parte B - Regras de manobra e navegação

### Secção I - Condução dos navios com quaisquer condições de visibilidade
4. Campo de aplicação
As regras desta secção aplicam-se com quaisquer condições de visibilidade.
5. Vigia
Todo o navio deve assegurar permanentemente uma vigilância visual e auditiva apropriada, utilizando igualmente todos os meios disponíveis adequados às circunstâncias e condições existentes, de modo a permitir uma apreciação completa da situação e do risco de abalroamento.
6. Velocidade de segurança
Todo o navio deve manter sempre uma velocidade tal que lhe permita tomar as medidas apropriadas e eficazes para evitar um abalroamento e para parar numa distância adequada às circunstâncias e condições existentes.
Para determinação da velocidade de segurança, devem, entre outros, ser tomados em consideração os seguintes fatores:
a) Para todos os navios:
- (i) a visibilidade;
- (ii) a densidade do tráfego marítimo, incluindo concentrações de navios de pesca ou de quaisquer outros navios;
- (iii) a capacidade de manobra do navio, sobretudo no que respeita à distância de paragem e qualidades de giração nas condições existentes;
- (iv) de noite, a presença de um fundo luminoso, tal como o criado por luzes da costa ou pela difusão das luzes de iluminação do próprio navio;
- (v) as condições de vento, mar e corrente e a proximidade de perigos para a navegação;
- (vi) o calado em relação à profundidade de água disponível;

b) Para além do referido, os navios que utilizem radar:
- (i) as características, eficiência e limites de utilização do equipamento de radar;
- (ii) as limitações que resultam da escala do radar que está sendo utilizado;
- (iii) o efeito do estado do mar, condições meteorológicas e outras fontes de interferência na deteção radar;
- (iv) a possibilidade de não serem detetadas a distância conveniente pequenas embarcações, gelos ou outros objetos flutuantes;
- (v) o número, posição e movimento dos navios detetados pelo radar;
- (vi) a possibilidade de se avaliar mais exatamente a visibilidade, quando o radar é utilizado para determinar a distância a navios e a outros objetos situados nas imediações.

7. Risco de abalroamento
a) Todos o navio deve utilizar todos os meios disponíveis adequados às circunstâncias e condições existentes, para determinar se existe risco de abalroamento;
b) Se existir a bordo um equipamento radar operativo, deve ser corretamente utilizado, recorrendo às escalas de maior alcance a fim de avaliar, tão cedo quanto possível, um risco de abalroamento, bem como ao registo radar ("plotting") ou qualquer outra observação sistemática equivalente dos objetos detetados.
c) Não devem tirar-se conclusões a partir de informações insuficientes, especialmente se obtidos por radar.
d) Para avaliar se existe risco de abalroamento deve, de entre outras, ter-se em conta as seguintes considerações:
- (i) há risco de abalroamento se a marcação de um navio que se aproxima, observada na agulha, não varia de modo apreciável;
- (ii) este risco pode por vezes existir mesmo quando se verifica uma variação apreciável da marcação, particularmente se se trata da aproximação a um navio muito grande, a um conjunto rebocador-rebocado ou a um navio que está a uma distância muito pequena.

8. Manobras para evitar abalroamentos
a) Qualquer manobra para evitar um abalroamento deve, se as circunstâncias o permitirem, ser executada de uma forma clara, com larga antecedência e de acordo com os usos e costumes marítimos.
b) Qualquer alteração de rumo e/ou velocidade, visando evitar um abalroamento, deve, se as circunstâncias o permitirem, ser suficientemente ampla para ser imediatamente apercebida por outro navio que esteja a observar visualmente ou no radar. Uma sucessão de pequenas alterações de rumo e/ou de velocidade deve ser evitada.
c) Se houver espaço suficiente, a alteração de rumo, por si só, pode ser a manobra mais eficaz para se evitar uma situação de aproximação excessiva, desde que esta manobra seja feita com bastante antecedência, seja substancial e dela não resulte outra situação de aproximação excessiva.
d) As manobras executadas para evitar o abalroamento com outro navio devem ser tais que permitam passar a uma distância segura. A eficácia das manobras deve ser atentamente controlada até que o outro navio esteja definitivamente passado e safo.
e) Se for necessário, para evitar um abalroamento ou para dispor de mais tempo para apreciar a situação, o navio deve diminuir a velocidade ou anular o seguimento, parando ou invertendo o seu aparelho propulsor.
f)
- (i) Um navio a que, por qualquer destas regras, seja recomendado não interferir com a passagem ou deixar safa a passagem a um outro navio deve, sempre que as circunstancias assim o exijam, manobrar com a devida antecedência, a fim de conceder ao outro navio espaço suficiente para uma passagem safa.
- (ii) Um navio a que seja recomendado não interferir com a passagem ou deixar safa a passagem de outro navio não é dispensado desta obrigação, mesmo que se aproxime do outro navio de modo a verificar-se uma situação de risco de colisão, e deve, ao manobrar, fazê-lo de acordo com as regras desta parte.
- (iii) Um navio com direito a rumo fica obrigado a manobrar de acordo com as regras desta parte, sempre que ocorra a aproximação a outro navio, criando-se uma situação de risco de colisão.

9. Canais estreitos
a) Um navio navegando num canal estreito ou numa via de acesso deve, quando o puder fazer sem perigo, navegar tão perto quanto possível do limite exterior do canal ou da via de acesso que lhe ficar por estibordo.
b) Um navio de comprimento inferior a 20 metros ou um navio à vela não devem dificultar a passagem dos navios que só podem navegar com segurança num canal estreito ou numa via de acesso.
c) Um navio em faina de pesca não deve dificultar a passagem de outros navios navegando num canal estreito ou numa via de acesso.
d) Um navio não deve atravessar um canal estreito ou uma via de acesso se, ao fazê-lo, dificultar a passagem de navios que só podem navegar com segurança nesse canal ou via de acesso; estes últimos podem utilizar o sinal sonoro prescrito na Regra 34d, se tiverem dúvidas sobre as intenções dum navio que atravessa o canal ou via de acesso.
e)
- (i) Num canal estreito ou numa via de acesso, quando uma ultrapassagem não possa ser executada sem que o navio alcançado tenha de manobrar para permitir ao outro navio ultrapassá-lo com segurança, o navio que pretende ultrapassar deve dar a conhecer a sua intenção emitindo o sinal sonoro prescrito na Regra 34c (i). O navio alcançado deve, se tiver de acordo, fazer soar o sinal apropriado prescrito na Regra 34c (ii), e manobrar de modo a permitir a ultrapassagem com segurança. Se tiver dúvidas pode emitir os sinais sonoros prescritos na Regra 34d.
- (ii) Esta regra não dispensará o navio que alcança do cumprimento das disposições da Regra 13.

f) Um navio que se aproxima de uma curva ou de uma zona situada num canal estreito ou numa via de acesso, onde existem obstáculos que podem encobrir outros navios, deve navegar nessa zona com especial prudência e vigilância e fazer soar o sinal apropriado prescrito na Regra 34e.
g) Qualquer navio deve, se as circunstâncias o permitirem, evitar fundear num canal estreito.
10. Esquemas de separação de tráfego
a) Esta regra aplica-se aos esquemas de separação de tráfego adotados pela Organização e não dispensa nenhum navio do cumprimento de qualquer outra regra.
b) Um navio que utilize um esquema de separação de tráfego deve:
- (i) seguir no corredor apropriado, na direção geral do tráfego para este corredor;
- (ii) afastar-se, na medida do possível, da linha ou da zona de separação de tráfego;
- (iii) como regra geral, entrar ou sair de um corredor de tráfego por um dos seus extremos, mas quando entrar ou sair lateralmente, deve efetuar esta manobra segundo um ângulo tão pequeno quanto possível, em relação à direção geral do tráfego.

c) Um navio deve evitar, tanto quanto possível, cruzar os corredores de tráfego, mas, se a isso for obrigado, deve fazê-lo a uma proa que seja, na medida do possível, perpendicular à direção geral do tráfego.
d)
- (i) Um navio não deverá navegar numa zona de tráfego costeiro quando o possa fazer com segurança no corredor de tráfego apropriado do respetivo esquema de separação de tráfego. Contudo, navios com comprimento inferior a 20 metros, navios à vela e navios em faina de pesca podem navegar na zona de tráfego costeiro.
- (ii) Não obstante o subparágrafo d) (i), um navio pode navegar numa zona de tráfego costeiro quando seguindo para ou provindo de um porto, instalação ou estrutura offshore, estação de pilotos ou qualquer outro destino localizado dentro da zona de tráfego costeiro, ou ainda para evitar um perigo imediato.

e) Um navio que não esteja a cruzar um esquema de separação de tráfego, ou que não esteja a entrar ou a sair de um corredor de tráfego, normalmente não deve penetrar na zona de separação ou cruzar a linha de separação, exceto:
- (i) em caso de emergência, para evitar um perigo imediato;
- (ii) para pescar na zona de separação.

f) Um navio que navegue nas zonas próximas dos extremos de um esquema de separação de tráfego deve fazê-lo com particular cuidado.
g) Um navio deve evitar, na medida do possível, fundear no interior de um esquema de separação de tráfego ou em zonas próximas dos seus extremos.
h) Um navio que não utiliza um esquema de separação de tráfego deve evitar aproximar-se dele, tanto quanto possível.
i) Um navio em faina de pesca não deve dificultar a passagem dos navios que seguem num corredor de tráfego.
j) Um navio com comprimento inferior a 20 metros ou um navio à vela não devem dificultar a passagem dos navios de propulsão mecânica que naveguem num corredor de tráfego.
k) Um navio com capacidade de manobra reduzida, quando efetua uma operação destinada a manter a segurança da navegação num esquema de separação de tráfego, está isento de cumprir com a presente Regra na medida do necessário para a execução da operação.
l) Um navio com capacidade de manobra reduzida, quando efetua uma operação destinada a lançar, reparar ou levantar um cabo submarino dentro de um esquema de separação de tráfego, está isento de cumprir com a presente Regra na medida do necessário para a execução da operação.

### Secção II - Procedimento dos navios à vista uns dos outros
11. Campo de aplicação
As regras desta secção aplicam-se aos navios que estão à vista de uns dos outros.
12. Navios à vela
a) Quando dois navios à vela se aproximam um do outro, com risco de abalroamento, um deles deve afastar-se do caminho do outro da forma seguinte:
- (i) quando os navios recebem o vento por bordos diferentes, aquele que o receber por bombordo deve desviar-se do caminho do outro;
- (ii) quando os dois navios recebem o vento pelo mesmo bordo, aquele que estiver a barlavento deve desviar-se do caminho daquele que estiver a sotavento;
- (iii) se um navio que recebe o vento por bombordo avista um outro navio a barlavento e não pode determinar com segurança se este outro navio recebe o vento por bombordo ou estibordo, o primeiro deve desviar-se do caminho do outro.

b) Para a aplicação desta Regra, o bordo de onde sopra o vento deve ser considerado como sendo o bordo oposto àquele em que a vela grande é caçada, ou no caso de um navio de pano redondo, o bordo oposto àquele onde a maior vela latina é caçada.
13. Navio que alcança
a) Não obstante o disposto nas Regras das Secções I e II da Parte B, qualquer navio que alcance outro deve desviar-se do caminho deste último.
b) Deve considerar-se como navio que alcança o navio que se aproxima de um outro vindo de uma direção que fique mais de 22,5º para ré do través desse outro, isto é, que se encontra numa posição tal em relação ao navio alcançado que, de noite, só poderá ver o farol de popa desse navio, sem ver qualquer dos seus faróis de borda.
c) Quando um navio não puder determinar com segurança se está a alcançar outro, deve considerar que é esse o caso e manobrar de acordo.
d) Nenhuma alteração posterior na marcação entre os dois navios transformará o navio que alcança em navio que cruza, com o significado atribuído por estas Regras, ou o dispensará do dever de se desviar do caminho do navio alcançado enquanto não o tiver definitivamente ultrapassado e dele se achar safo.
14. Navios que se aproximam de roda a roda
a) Quando dois navios de propulsão mecânica se aproximam um do outro de roda a roda, ou quase de roda a roda, de modo a haver risco de abalroamento, deverão guinar ambos para estibordo de modo a passarem por bombordo um do outro.
b) Deve considerar-se que essa situação existe quando um navio vê outro na sua proa, ou praticamente na sua proa, de modo que, de noite, veria os faróis de mastro do outro navio enfiados ou quase enfiados e/ou ambos os faróis de borda e que, de dia, veria o outro navio segundo um ângulo correspondente.
c) Quando um navio não pode determinar com segurança se essa situação existe, deve considerar que ela existe efetivamente e manobrar de acordo.
15. Navios em rumo cruzado
Quando dois navios de propulsão mecânica navegam em rumos que se cruzam, de tal forma que exista risco de abalroamento, o navio que vê o outro por estibordo deve afastar-se do caminho deste e, se as circunstâncias o permitirem, evitar cortar-lhe a proa.
16. Manobra do navio sem prioridade
Todo o navio obrigado a deixar livre o caminho doutro deverá, tanto quanto possível, manobrar com a antecedência necessária e francamente, de modo a manter-se suficientemente afastado.
17. Manobra do navio com prioridade
a)
- (i) Quando um navio, de acordo com qualquer das presentes Regras, deva desviar-se do caminho de outro, este último deve manter o rumo e a velocidade;
- (ii) contudo, este último pode manobrar a fim de evitar o abalroamento unicamente com a sua manobra, logo que lhe pareça evidente que o navio que tem obrigação de se desviar do seu caminho não efetua a manobra apropriada prescrita nestas Regras.

b) Quando, por qualquer outro motivo, o navio deve manter o rumo e a velocidade se achar tão próximo do outro que o abalroamento não possa ser evitado unicamente pela manobra do navio a que pertence deixar o caminho livre, deve ele também manobrar da forma que julgue mais conveniente para ajudar a evitar o abalroamento.
c) Um navio de propulsão mecânica que manobre para evitar um abalroamento com outro navio de propulsão mecânica, cujo caminho cruza o seu, nas condições previstas na alínea a) (ii) desta Regra, não deve, se as circunstâncias o permitirem, guinar para bombordo enquanto o outro navio lhe estiver por bombordo.
d) Esta Regra não dispensará o navio que deve deixar o caminho livre, da obrigação de se manter afastado do caminho do outro navio.
18. Responsabilidades recíprocas dos navios
Salvo disposições contrárias contidas nas Regras 9, 10 e 13;
a) Um navio de propulsão mecânica a navegar deve desviar-se do caminho de:
- (i) um navio desgovernado;
- (ii) um navio com capacidade de manobra reduzida;
- (iii) um navio em faina de pesca;
- (iv) um navio à vela.

b) Um navio à vela a navegar deve desviar-se do caminho de:
- (i) um navio desgovernado;
- (ii) um navio com capacidade de manobra reduzida;
- (iii) um navio em faina de pesca.

c) Um navio em faina de pesca e a navegar deve, na medida do possível, desviar-se do caminho de:
- (i) um navio desgovernado;
- (ii) um navio com capacidade de manobra reduzida.

d)
- (i) Qualquer navio que não esteja desgovernado ou com capacidade de manobra reduzida deve, se as circunstâncias o permitirem, evitar dificultar a passagem segura de um navio condicionado pelo seu calado, que mostre os sinais previstos na Regra 28;
- (ii) um navio condicionado pelo seu calado deve navegar com particular prudência, tendo em devida conta a sua condição especial.

e) Um hidroavião amarado deve, regra geral, manter-se suficientemente afastado de todos os navios e evitar dificultar a sua navegação. No entanto, quando haja risco de abalroamento, deve cumprir as Regras desta Parte.

### Secção III - Procedimento dos navios em condições de visibilidade reduzida
19. Procedimento dos navios em condições de visibilidade reduzida
a) Esta Regra aplica-se aos navios que não estão à vista uns dos outros e que naveguem perto ou dentro de zonas de visibilidade reduzida.
b) Todo o navio deve navegar a uma velocidade de segurança adaptada às circunstâncias e às condições de visibilidade reduzida. Os navios de propulsão mecânica devem ter as máquinas prontas a manobrar imediatamente.
c) Todo o navio, quando aplica as Regras da Secção I desta Parte, deve ter em conta as circunstâncias existentes e as condições de visibilidade reduzida.
d) Um navio que detete unicamente com o radar a presença de outro navio deve avaliar-se se se está a criar um situação de aproximação excessiva e/ou existe risco de abalroamento. Em caso afirmativo, deve tomar, com franca antecedência, as medidas necessárias para evitar que esta situação se concretize. Contundo, se essas medidas consistirem numa alteração de rumo, deve-se, na medida do possível, evitar:
- (i) Uma alteração de rumo para bombordo, no caso de um navio que se encontra para vante do través, exceto se esse navio está a ser alcançado;
- (ii) Uma alteração de rumo na direção de um navio que se encontra pelo través ou para ré do través.

e) Com exceção dos casos em que se tenha constatado não existir risco de abalroamento, todo o navio que ouça, numa direção que lhe pareça ser para vante do través, o sinal de nevoeiro de outro navio, ou que não possa evitar uma situação de aproximação excessiva de outro navio situado para vante do través, deve reduzir a velocidade ao mínimo necessário para governar; deve, se necessário, anular o seguimento e, em qualquer caso, navegar com extrema precaução até que o risco de abalroamento tenha passado.

## Parte C - Faróis e balões
20. Campo de aplicação
…As regras relativas a faróis devem ser cumpridas do pôr ao nascer do Sol…
21. Definições
a) A expressão farol de mastro designa um farol de luz branca projetando luz num arco de horizonte de 225º para vante.
b) A expressão faróis de borda designa um farol de verde colocado a estibordo e outro de luz vermelha a bombordo projetando luz num arco de horizonte de 112º30' colocados de forma a mostrar a luz desde a proa até 22º30' para ré do través do bordo respetivo.
c) A expressão farol de popa designa um farol de luz branca colocado tão próximo quanto possível da popa, projetando luz num arco de horizonte de 135º para ré.
d) A expressão farol de reboque designa um farol de luz amarela com as mesmas caraterísticas de um farol de popa.
e) A expressão farol visível em todo o horizonte designa um farol cuja luz é visível sem interrupção num arco de 360º.
f) A expressão farol de relâmpagos designa um farol de relâmpagos regulares com um ritmo de 120 ou mais relâmpagos por minuto.
22. Alcance luminoso dos faróis
a) Para navios iguais ou superiores a 50 metros:
Farol de mastro: 6 milhas
Farol de borda: 3 milhas
Farol de popa: 3 milhas
Farol de reboque: 3 milhas
Faróis visíveis em todo o horizonte, de luz branca, vermelha, verde ou amarela: 3 milhas
b) Para navios iguais ou superiores a 12 metros mas inferiores a 50 m.:
Farol de mastro: 5 milhas. Se o comprimento for inferior a 20 m.: 3 milhas
Farol de borda: 2 milhas
Farol de popa: 2 milhas
Farol de reboque: 2 milhas
Faróis visíveis em todo o horizonte, de luz branca, vermelha, verde ou amarela: 2 milhas
c) Para navios inferiores a 12 metros:
Farol de mastro: 2 milhas.
Farol de borda: 1 milhas
Farol de popa: 2 milhas
Farol de reboque: 2 milhas
Faróis visíveis em todo o horizonte, de luz branca, vermelha, verde ou amarela: 2 milhas
d) Para os navios ou objetos rebocados de difícil avistamento.
Faróis visíveis em todo o horizonte de luz branca: 3 milhas
23. Navios de propulsão mecânica a navegar
a) Um navio de propulsão mecânica a navegar deve mostrar:
- (i) um farol de mastro a vante;
- (ii)um segundo farol de mastro, por ante a ré do primeiro e mais alto que este, não sendo no entanto obrigatório para navios inferiores a 50 m.;
- (iii) faróis de borda;
- (iv) um farol de popa.

b) Um navio sobre colchão de ar (Hovercraft), quando navegue sem mergulhar o casco na água deve, além dos faróis descritos em na alínea a, mostrar uma luz amarela de relâmpagos visível em todo o horizonte.
c)
- (i) Um navio de propulsão mecânica de comprimento inferior a 12m. pode em vez dos faróis prescritos na alínea a mostrar um farol de luz branca visível em todo o horizonte, e faróis de borda.
- (ii) Um navio de comprimento inferior a 7 m. e cuja velocidade máxima não ultrapasse os 7 nós, pode em vez dos faróis prescritos na alínea a mostrar um farol de luz branca visível em todo o horizonte, e deve, se possível, mostrar faróis de borda.
- (iii) Num navio de comprimento inferior a 12 m., o farol de mastro ou o farol visível em todo o horizonte, pode não se encontrar no eixo longitudinal do navio, desde que os faróis de borda estejam combinados num só farol colocado sobre o eixo longitudinal do navio.

24 Rebocando e empurrando
a) Um navio de propulsão mecânica rebocando deve mostrar:
- (i) em vez do farol prescrito na Regra 23 a) (i) ou (ii), dois faróis de mastro dispostos na mesma linha vertical. Quando o comprimento do reboque, medido entre a popa do rebocador e o estremo posterior do último navio rebocado, ultrapasse 200 m., deve mostrar três destes faróis na mesma linha vertical;
- (ii) faróis de borda;
- (iii) um farol de popa;
- (iv) um farol de reboque colocado na vertical e por cima do farol de popa;

b) Um navio empurrando e outro empurrado, ligados por um sistema rígido de modo a formarem uma unidade composta, devem ser considerados como um navio de propulsão mecânica e mostrar os faróis da Regra 23.
c) Um navio de propulsão mecânica empurrando para vante ou rebocando de braço dado, exceto tratando-se de uma unidade composta, deve mostrar:
- (i) em vez do farol prescrito na Regra 23 a) (i) ou (ii), dois faróis de mastro dispostos na mesma linha vertical;
- (ii) faróis de borda;
- (iii) um farol de popa;

d) Um navio de propulsão mecânica a que se apliquem as disposições dos parágrafos a) ou c) desta Regra deve também cumprir as disposições da Regra 23 a).
e) Um navio ou objeto rebocado, com exceção dos mencionados no paragrafo g) desta Regra, deve mostrar:
- (i) faróis de borda;
- (ii) um farol de popa;

f) Dado que os faróis de um número qualquer de navios rebocados de braço dado ou empurrados em grupo devem corresponder aos de um só navio:
- (i) um navio empurrado para vante, não fazendo parte de uma unidade composta, deve mostrar os seus faróis de borda na sua extremidade a vante;
- (ii) um navio rebocado de braço dado deve mostrar um farol de popa e os faróis de borda na sua extremidade a vante;

g) Um navio ou objeto rebocado que está parcialmente submerso e de difícil avistamento, ou um conjunto destes navios ou objetos rebocados, deve mostrar:
- (i) quando a sua largura é inferior a 25 m., um farol de luz branca visível em todo o horizonte colocado na extremidade de vante e um outro na extremidade de ré, exceto para os «dracones» que não necessitam de mostrar um farol na sua extremidade de vante;
- (ii) quando a sua largura é igual ou superior a 25 m., dois faróis suplementares de luz branca visível em todo o horizonte nas extremidades da sua largura;
- (iii) quando o seu comprimento for superior a 100 m., faróis suplementares de luz branca visível em todo o horizonte entre os faróis prescritos nas alíneas (i) e (ii) de modo a que a distância entre faróis não seja superior a 100 m.;

h) Se, por uma razão justificada, um navio ou objeto rebocado está impossibilitado de mostrar os faróis prescritos nos parágrafos e) ou g) desta Regra, deverão ser tomadas todas as medidas possíveis para iluminar o navio ou, pelo menos, para indicar a sua presença.
i) Se por uma razão justificada, um navio que normalmente não efetua operações de reboque está impossibilitado de mostrar os faróis prescritos nos parágrafos a) ou c) desta Regra, quando procede ao reboque de um outro navio em perigo ou necessitando de assistência, está dispensado de os mostrar. Devem ser tomadas todas as medidas possíveis para indicar, de forma autorizada pela Regra 36, a ligação entre o navio rebocador e o rebocado, particularmente iluminando o cabo de reboque.
25. Navios à vela ou a remos a navegar
a) um navio à vela a navegar deve mostrar:
- (i) faróis de borda;
- (ii) um farol de popa.

b) num navio à vela inferior a 20 m. os faróis podem ser reunidos numa só lanterna colocada no tope do mastro.
c) Além dos faróis prescritos na alínea a, um navio à vela pode mostrar na parte superior do mastro, dois faróis dispostos na mesma linha vertical, visíveis em todo o horizonte, sendo o superior de luz vermelha e o inferior de luz verde. Estes faróis não devem contudo ser mostrados em simultâneo com a lanterna descrita no parágrafo b).
d)
- (i) Um navio à vela de comprimento inferior a 7 m., deve mostrar os faróis prescritos nos parágrafos a) e b). Se não o fizer deve ter pronta e usar para evitar abalroamento uma lanterna de luz branca.
- (ii) Um navio a remos, deve mostrar os faróis prescritos para os barcos à vela, mas se não o fizer deve ter pronta e usar para evitar abalroamento uma lanterna de luz branca.

26. Navios de pesca
a) Um navio em faina de pesca, quer esteja a navegar ou fundeado, só deve mostrar os faróis prescritos na presente Regra.
b) Um navio a arrastar deve mostrar:
- (i) dois faróis dispostos na mesma linha vertical, visíveis em todo o horizonte sendo o superior de luz verde e o inferior de luz branca;
- (ii) um farol de mastro, colocado por ante a ré e mais alto que o farol de luz verde visível em todo o horizonte. Os navios inferiores a 50 m. não são obrigados a mostrar este farol, mas podem faze-lo;
- (iii) faróis de borda e farol de popa quando têm seguimento, além dos prescritos neste paragrafo.

c) Um navio em faina de pesca, à exceção dos que estejam a arrastar, deve mostrar:
- (i) dois faróis dispostos na mesma linha vertical, visíveis em todo o horizonte sendo o superior de luz vermelha e o inferior de luz branca;
- (ii) um farol de luz branca visível em todo o horizonte, na direção da arte de pesca, se esta se estender numa distância horizontal superior a 150 m. a partir do navio;
- (iii) os faróis de borda e farol de popa, quando tem seguimento, além dos prescritos neste parágrafo.

d) Um navio em faina de pesca, na proximidade de outros navios, também em faina de pesca pode mostrar os sinais adicionais descritos no anexo II deste Regulamento (Sinais adicionais para navios de pesca pescando na proximidade uns dos outros).
e) Um navio que não está em faina de pesca não deve mostrar os faróis prescritos por esta Regra, mas somente os prescritos para um navio do seu comprimento.
27. Navios desgovernados ou com capacidade de manobra reduzida
a) Um navio desgovernado deve mostrar:
- (i) dois faróis de luz vermelha dispostos na mesma linha vertical visíveis em todo o horizonte onde melhor possam ser vistos;

- (iii) os faróis de borda e farol de popa, quando tem seguimento, além dos prescritos neste paragrafo.

b) Um navio com capacidade de manobra reduzida, que não seja um navio ocupado em operações de limpeza de minas, deve mostrar:
- (i) três faróis visíveis em todo o horizonte dispostos na mesma linha vertical, onde melhor possam ser vistos. O superior e o inferior devem ser de luz vermelha e o do meio de luz branca;

- (iii) farol ou faróis de mastro, faróis de borda e farol de popa, quando tem seguimento, além dos prescritos na alínea (i).
- (iv) os faróis prescritos pela Regra 30, quando fundeado, além dos indicados nas alíneas (i).

c) Um navio de propulsão mecânica ocupado numa operação de reboque que restrinja seriamente ao navio rebocador e seu reboque a capacidade de alterar o rumo, além dos faróis prescritos na Regra 24 a) deve mostrar os faróis prescritos nas alíneas (i) do parágrafo b) desta Regra.
d) Um navio com capacidade de manobra reduzida, a dragar ou a executar operações submarinas, deve mostrar os faróis prescritos nas alíneas (i), (iii) do parágrafo b) desta Regra e quando exista uma obstrução, deve também mostrar:
- (i) dois faróis de luz vermelha dispostos na mesma linha vertical visíveis em todo o horizonte para indicar o bordo onde se encontra a obstrução;
- (ii) dois faróis de luz verde dispostos na mesma linha vertical visíveis em todo o horizonte para indicar o bordo pelo qual outro navio pode passar;
- (iii) quando está fundeado, deve mostrar, em vez dos faróis prescritos pela Regra 30, os faróis faróis prescritos neste parágrafo.

e) Um navio participando em operações de mergulhadores, que por motivo das suas dimensões, não possa mostrar todos os faróis prescritos no parágrafo d) desta Regra deve mostrar:
- (i) três faróis visíveis em todo o horizonte dispostos na mesma linha vertical, onde melhor possam ser vistos. O superior e o inferior devem ser de luz vermelha e o do meio de luz branca;

f) Um navio executando operações de limpeza de minas, além dos faróis prescritos na Regra 23 para os navios de propulsão mecânica ou os faróis prescritos pela Regra 30 para os navios fundeados, consoante o caso deve mostrar três faróis de luz verde visíveis em todo o horizonte. Deve mostrar um destes faróis próximo da parte superior do mastro de vante e os outros dois faróis um em cada lais da verga do mesmo mastro. Estes faróis indicam que é perigoso para outro navio aproximar-se a menos de 1.000 m. do navio que efetua a limpeza de minas.
g) Os navios de comprimento inferior a 12 m., exceto os navios ocupados em operações de mergulhadores, não são obrigados a mostrar os faróis prescritos nesta Regra.
h) Os sinais indicados nesta Regra não são de navios em perigo e necessitem de ajuda. Os sinais desta última categoria figuram no anexo IV deste Regulamento (Sinais de Perigo).
28. Navios condicionados pelo seu calado
Um navio condicionado pelo seu calado, além dos faróis prescritos para os navios de propulsão mecânica pela Regra 23, pode mostrar, onde melhor possam ser vistos, três faróis de luz vermelha dispostos na mesma linha vertical, visíveis em todo o horizonte.
29. Barcos de pilotos
a) Um barco de pilotos em serviço de pilotagem deve mostrar:
- (i) dois faróis dispostos na mesma linha vertical, visíveis em todo o horizonte, sendo o superior de luz branca e o inferior de luz vermelha, na parte superior do mastro ou próximo desta;
- (ii) faróis de borda e de popa, além dos mencionados em (i), quando a navegar;
- (iii) quando fundeado, em adição aos faróis prescritos em (i), o farol prescrito na Regra 30 para navios fundeados.

b) Um barco de pilotos que não esteja em serviço deve mostrar os faróis respeitantes a um navio do seu comprimento.
30. Navios fundeados e navios encalhados
a) Um navio fundeado deve mostrar, onde melhor possa ser visto:
- (i) um farol de luz branca visível em todo o horizonte a vante;
- (ii) um farol de luz branca visível em todo o horizonte, mais baixo que o farol prescrito na alínea (i), à popa.

b) Um navio fundeado, de comprimento inferior a 50 m., pode mostrar, onde melhor possa ser visto, um farol de luz branca visível em todo o horizonte, em vez dos faróis prescritos no paragrafo a) desta Regra.
c) Um navio fundeado pode ainda utilizar as suas luzes de trabalho disponíveis, ou luzes equivalentes, para produzir a iluminação geral do navio. Esta disposição é obrigatória para navios de comprimento igual ou superior a 100 m.
d) Um navio encalhado deve mostrar, além dos faróis prescritos nos parágrafos a) ou b), desta Regra e no local onde melhor possam ser vistos:
- (i) dois faróis de luz vermelha, dispostos na mesma linha vertical, visíveis em todo o horizonte;

e) Um navio de comprimento inferior a 7 m., quando fundeado não é obrigado a mostrar os faróis prescritos nos parágrafos a) e b) desta Regra, exceto se fundeado ou encalhado num canal estreito, via de acesso ou zona de fundeadouro, na proximidade destes locais, ou numa zona habitualmente frequentada por outros navios.
f) Um navio de comprimento inferior a 12 m., quando está encalhado não é obrigado a mostrar os faróis prescritos na alínea (i) do parágrafo d) desta Regra.

## Parte D - Sinais sonoros e luminosos
Definições, Material de sinalização sonora, Sinais de manobra e de aviso, Sinais sonoros em condições de visibilidade reduzida, Sinais destinados a chamar a atenção e Sinais de perigo.

## Parte E - Isenções
Isenções.

## Anexos
Anexo I - Localização e características técnicas dos faróis e balões
Anexo II - Sinais adicionais para navios de pesca pescando na proximidade uns dos outros
Anexo III - Características técnicas de material de sinalização sonora
Anexo IV - Sinais de perigo